# MRC–100
Az MRC−100 magyar oktatási célú, háromszoros méretű (5×5×15 cm-es) pikoműhold (pocketcube). A műhold a Budapesti Műszaki Egyetemen (BME) készült. 2023. június 12-én indították egy Falcon 9-es hordozórakétával és 2023. június 22-én áll pályára. Elnevezése tisztelgés a 2024-ben százéves Műegyetemi Rádió Club (MRC) előtt. A műhold egyik feladata az elektroszmog mérése lesz, de a fedélzetén helyet kaptak a Debreceni Egyetem, a győri Széchenyi István Egyetem és Szegedi Tudományegyetem kísérleteihez készült műszerek is.